# Gustav Knörcke
Gustav Knörcke (* 28. Juli 1836 in Hohen Lübbichow; † 31. März 1903) war protestantischer Geistlicher und Mitglied des Deutschen Reichstags.

## Leben
Knörcke besuchte das Gymnasium in Königsberg und studierte Theologie auf der Universität Berlin. Er war längere Zeit im Schuldienst tätig und dann von 1862 bis 1873 evangelischer Pfarrer in Dertzow. Ab 1874 war er Standesbeamter in Zehlendorf und Mitarbeiter von kirchlichen und pädagogischen Zeitschriften.
Ab 1875 war er Mitglied des Preußischen Abgeordnetenhauses und von 1890 bis 1893, sowie ab 1897 war er Mitglied des Deutschen Reichstags für die Deutsche Freisinnige Partei und die Freisinnige Volkspartei. Von 1890 bis 1893 vertrat er als Abgeordneter den Reichstagswahlkreis Fürstentum Schwarzburg-Rudolstadt, vom 24. März 1897 bis 1903 den Wahlkreis Regierungsbezirk Merseburg 1 (Liebenwerda - Torgau).